# Reine
Reine is een klein vissersplaatsje aan de oostelijke kant van de Lofoten in Noorwegen. Het is het administratieve centrum van de gemeente Moskenes. Reine had 324 inwoners op 1 januari 2012.

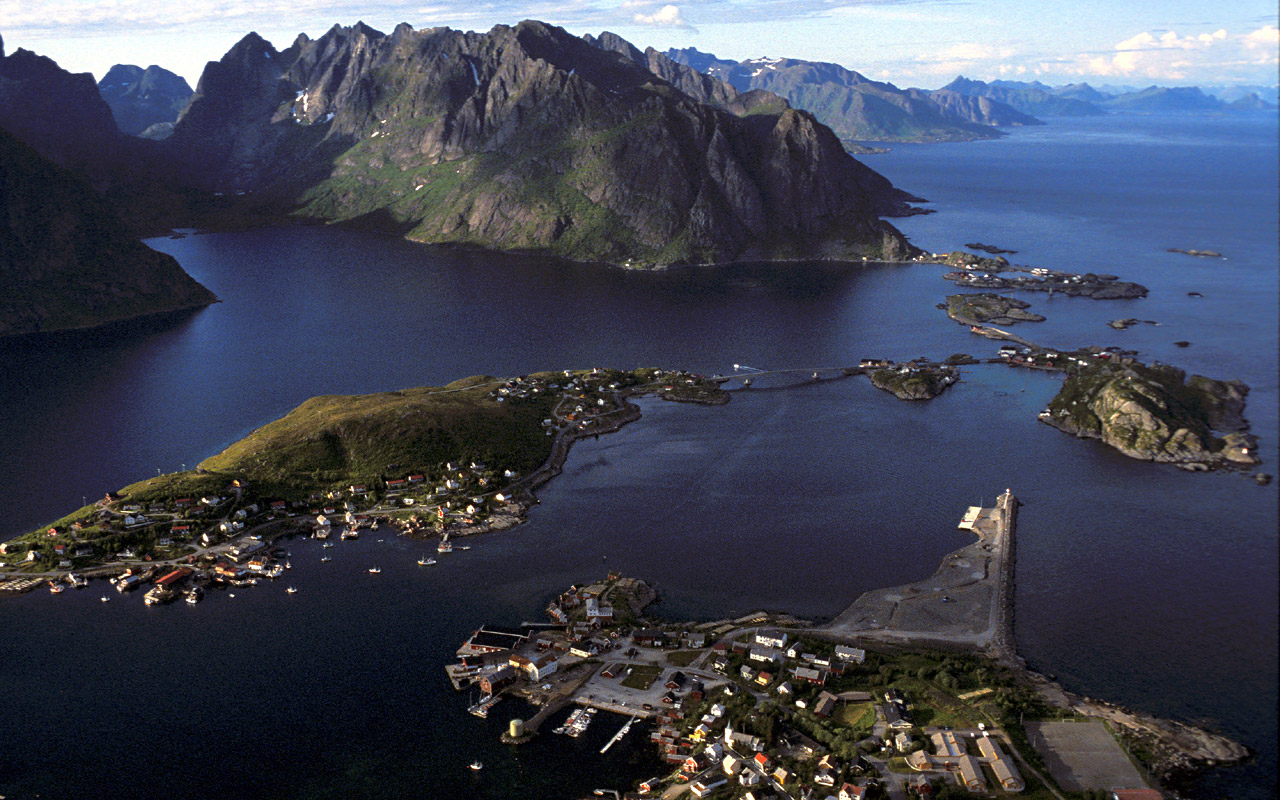
Zicht op Reine vanaf de berg "Reinebringen"

Reine ligt op verschillende eilanden die met bruggen met elkaar verbonden zijn. Het grootste gedeelte van de plaats ligt op een eiland in de Reinefjord. De plaats ligt aan de Europese weg 10. De dichtstbijzijnde luchthaven is de lokale luchthaven van Leknes, op 55 km van Reine.

In de jaren 1970 werd Reine verkozen tot de mooiste plaats van Noorwegen.

## Externe link2

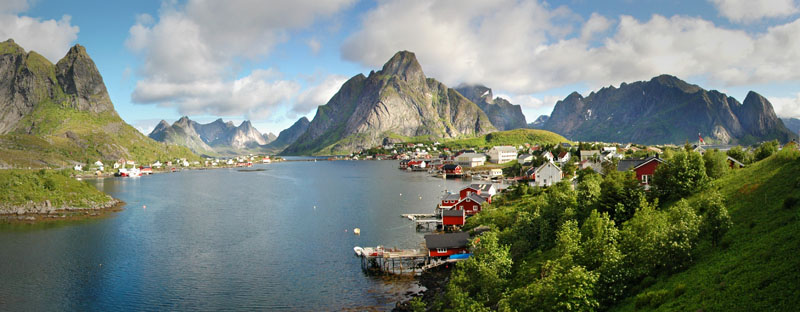